# Clause pénale en France
 (janvier 2019).
Si vous disposez d'ouvrages ou d'articles de référence ou si vous connaissez des sites web de qualité traitant du thème abordé ici, merci de compléter l'article en donnant les références utiles à sa vérifiabilité et en les liant à la section « Notes et références ».
Une clause pénale est une clause contractuelle qui a pour but de déterminer à l’avance quelle sera la sanction pécuniaire applicable au cas où l’une des parties n’exécuterait pas ses obligations. Elle a fait l'objet d'une étude approfondie (D. Mazeaud, La notion de clause pénale, LGDJ, 1992, coll. Bibl. de droit privé, t. 223). Malgré sa dénomination il s'agit d'une sanction civile prévue par les parties à un contrat. Elle est régie par les dispositions de l'article 1231-5 du code civil, dont le contenu a été ratifié par la loi no 2018-287 du 20 avril 2018 ratifiant l'ordonnance no 2016-131 du 10 février 2016 portant réforme du droit des contrats, du régime général et de la preuve des obligations.
Les parties peuvent stipuler soit l'attribution d'une somme d'argent soit exiger de la partie qui ne s'est pas exécuté qu'elle fournisse une prestation en nature ou qu'elle s'abstienne de faire quelque chose.
Elle peut être révisée par le juge, à la hausse comme à la baisse, lorsqu’elle est manifestement excessive ou dérisoire.
La clause pénale est couramment utilisée dans tous les contrats commerciaux, tels que notamment les contrats de franchise, de concession, d'affiliation, de distribution sélective, de location-gérance, bail commercial, bail civil. Son application vient sanctionner toutes sortes d'obligation ; en pratique, les obligations dont la violation conduit à l'application d'une clause pénale sont le plus souvent essentielles à l'équilibre général du contrat (par ex. pour la violation d'une clause de non-concurrence) ; mais il peut s'agir également d'obligations d'ordre plus stratégique (par ex. pour la  violation d'une clause de non-concurrence post-contractuelle).